# Aphaobius mixanigi
Aphaobius mixanigi – gatunek chrząszcza z rodziny grzybinkowatych i podrodziny zyzkowatych. Endemit Austrii.

## Taksonomia
Gatunek ten opisany został po raz pierwszy w 2010 roku przez Marca Bognolę i Dantego Vailatiego na łamach czasopisma „Scopolia”. Jako miejsce typowe wskazano Lobnigschacht w austriackim Eisenkappel. Epitet gatunkowy nadano na cześć Haralda Mixaniga, który brał udział w odłowie materiału typowego.
W obrębie rodzaju należy do grupy gatunków kraussi wraz z: A. angusticollis, A. brevicornis, A. haraldi, A. knirschi i A. kraussi.

## Morfologia
Chrząszcz o ciele długości od 2,9 do 3,3 mm. Ubarwienie ma w całości brązowe. Głowa jest pozbawiona oczu oraz zaopatrzona w długie i cienkie czułki, u samca sięgające tylnej połowy pokryw po rozprostowaniu do tyłu. Ich ósmy człon jest dwukrotnie krótszy od poprzedniego, a człon ostatni mocno wysmuklony. Przedplecze jest poprzeczne, od 1,5 do 1,7 raza szersze niż dłuższe, najszersze w nasadowej ⅓, smuklejsze niż u innych przedstawicieli grupy kraussi. Boki ma równomiernie łukowate w części przedniej i zbieżne w części tylnej, a tylne kąty ostre, ale niespiczaste. Stosunek długości do szerokości jajowatych, najszerszych w połowie pokryw wynosi od 1,4 do 1,5. Powierzchnia pokryw jest poprzecznie rowkowana. Skrzydeł tylnej pary brak zupełnie. Płat środkowy edeagusa samczych genitaliów jest krótszy niż paramery i w widoku grzbietowym ma boczne brzegi części odsiebnej prawie równoległe w nasadowych 4/5, a dalej lekko zafalowane i ku zaokrąglonemu szczytowi zbieżne. Dosiebna krawędź szczytowego otworu edeagusa jest prosta do lekko wypukłej.

## Ekologia i występowanie
Owad palearktyczny, południowoeuropejski, endemiczny dla Austrii. Znany jest z tylko z najgłębszej części pionowej jaskini położonej na górze Lobnig. Współwystępuje tam z biegaczowatym Orotrechus haraldi.